# Abe Wiersma
Abe Wiersma (Amsterdam, 11 augustus 1994) is een Nederlandse roeier.
Hij komt uit voor de Amsterdamse roeivereniging ASR Nereus, waarmee hij in 2017 en 2018 de Varsity won. In 2019 won Wiersma, samen met Tone Wieten, Dirk Uittenbogaard en Koen Metsemakers, op het WK in Linz goud in de dubbel vier. Hetzelfde eremetaal viel hem ten deel tijdens de Europese kampioenschappen in 2019 en 2020. In 2021 werd er in het Italiaanse Varese een zilveren medaille behaald.
Op de Olympische Zomerspelen 2020 in Tokio won hij in de dubbel vier olympisch goud, voor de ploegen van Australië en Groot-Brittannië. Het was het eerste olympisch roeigoud bij de mannen sinds de gouden Holland Acht van Atlanta 1996.
In het dagelijks leven is hij werkzaam als webdesigner.
1976: Wolfgang Güldenpfennig & Rüdiger Reiche & Karl-Heinz Bußert & Michael Wolfgramm ·
1980: Frank Dundr & Carsten Bunk & Uwe Heppner & Martin Winter ·
1984: Albert Hedderich & Raimund Hörmann & Dieter Wiedenmann & Michael Dürsch ·
1988: Agostino Abbagnale & Davide Tizzano & Gianluca Farina & Piero Poli ·
1992: André Willms & Hajek & Steinbach & Stephan Volkert] ·
1996: André Steiner & Stephan Volkert & Andreas Hajek & André Willms ·
2000: Agostino Abbagnale & Alessio Sartori & Rossano Galtarossa & Simone Raineri ·
2004: Nikolai Spinev & Igor Kravtsov & Aleksei Svirin & Sergej Fedorovstev ·
2008: Michał Jeliński & Marek Kolbowicz & Adam Korol & Konrad Wasielewski ·
2012: Karl Schulze & Philipp Wende & Lauritz Schoof & Tim Grohmann ·
2016: Karl Schulze & Philipp Wende & Lauritz Schoof & Hans Gruhne ·
2020: Dirk Uittenbogaard & Abe Wiersma & Tone Wieten & Koen Metsemakers ·
2024: Koen Metsemakers & Tone Wieten & Finn Florijn & Lennart van Lierop